# Distrito de Tumbes

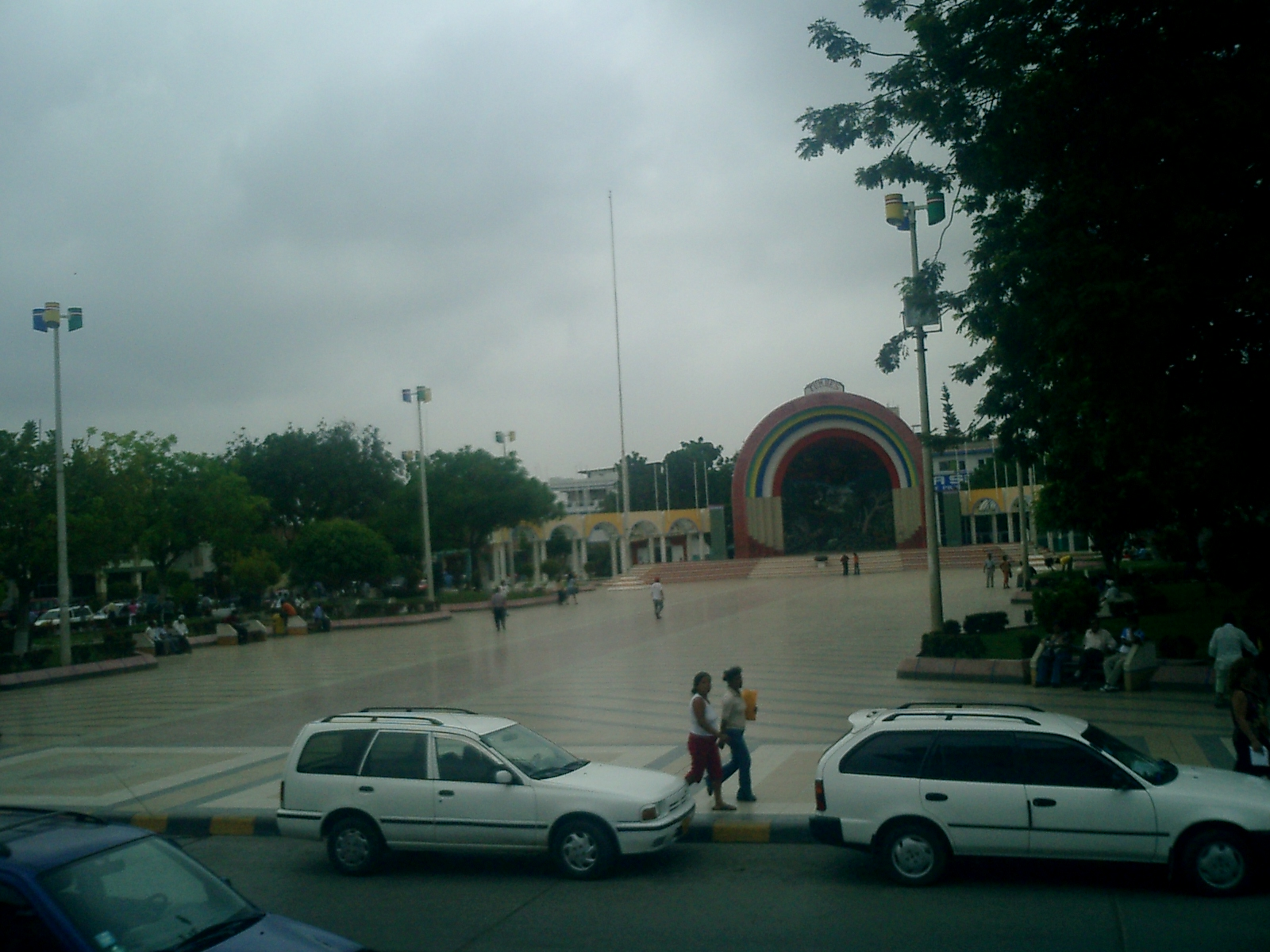
Plaza de Armas de la ciudad de Tumbes, capital del distrito.

El distrito de Tumbes es uno de los seis que conforman la provincia de Tumbes ubicada en el departamento de Tumbes en el Norte del Perú. Limita por el Norte con el golfo de Guayaquil (océano Pacífico); por el Este con la provincia de Zarumilla; por el Sur con el distrito de San Juan de la Virgen; y, por el Oeste con el distrito de Corrales.

## Historia
El distrito fue creado en la época de la Independencia.

## Demografía

### Población
Según el Censo 2007 la provincia tiene una población de 164 404 hab.

### Religión
Según datos del censo de 2007, el 83 % de la población del distrito es católica, el 12 % es miembro de alguna iglesia evangélica, el 2 % manifiesta no profesar ninguna religión, mientras que el 2 % dice profesar alguna otra creencia.
El representante de la Iglesia católica en este distrito es el vicario general de Tumbes pbro. Pedro Talledo Nizama Desde el punto de vista jerárquico de la Iglesia católica, forma parte de la Vicaría foránes de Tumbes de la arquidiócesis de Piura.

## Geografía
Tiene una extensión de 158,84 km² y una población estimada superior a los 90 000 habitantes. En su territorio se extiende la ciudad de Tumbes, capital del distrito, de la provincia y del departamento.

## Localidades
Además de su capital, la ciudad de Tumbes, el distrito tiene los siguientes centros poblados:
- Huaquilla
- Puerto Pizarro
- Cruce Pizarro
- La Primavera
- La Botella
- La Huaca del Sol
- Pedro el Viejo (Puerto El Cura)
- El Venado
- Villa Corpac
- El Trompezón
- La Victoria

## Autoridades

### Municipales
- 2019 - 2022[3]
  - Alcalde: Carlos Jimy Silva Mena, del movimiento independiente Renovación Tumbesina.
  - Regidores:

  1. José Manuel Gálvez Herrera (movimiento independiente Renovación Tumbesina)
  2. Denis Rodríguez Mendoza (movimiento independiente Renovación Tumbesina)
  3. Katherine Valdez Zapata (movimiento independiente Renovación Tumbesina)
  4. Fredy Rosales Reto (movimiento independiente Renovación Tumbesina)
  5. Aldo Jorge Clavijo Campos (movimiento independiente Renovación Tumbesina)
  6. Rebeca Delgado Ramírez (movimiento independiente Renovación Tumbesina)
  7. Sandra Purizaga García (movimiento independiente Renovación Tumbesina)
  8. Robert Serge Dolmos Peña (Partido Unión por el Perú)
  9. José Ramos Castro García (Partido Unión por el Perú)
  10. José Eduardo Palomino García (Alianza para el Progreso)
  11. Miguel Calle Castillo ( movimiento independiente Reconstrucción con Obras más Obras para un Tumbes bello.)

### Policiales
- Comisario: Mayor PNP

## Festividades
- 8 de diciembre: Virgen Inmaculada